# 松の音吉松
松の音 吉松（まつのおと きちまつ、1885年（明治18年）？ - 没年不詳）は、大阪府東成郡上辻村（現・大阪市旭区清水）出身の大相撲力士。本名は松山吉松（一時井川姓）。大阪相撲で活躍し最高位は大関。

## 略歴
3代中村に入門し、松の音（松ノ音）で1902年（明治35年）6月初土俵。1908年（明治41年）6月十両、1909年（明治42年）5月入幕。170cm105kgで左四つ寄り押しを得意とした。
十両落ちも経験したが地力を増して1913年（大正2年）5月関脇。1914年（大正3年）1月には8勝1敗1預で優勝相当成績を上げ翌5月大関に昇進した。大関昇進後は病気がちで休場が多く、1917年（大正6年）1月からは二枚鑑札で6代不知火 吉松を襲名し頭取（年寄）兼務となった。下の名はのち光右エ門（同年6月から）→靖祐（1918年（大正7年）5月から）と変わった。
大関を5場所で下がり晩年は全休が続き1920年（大正9年）1月限りで引退頭取専務となるが健康状態が思わしくなく1923年（大正12年）5月限りで廃業。料亭を経営していたが晩年の消息は不明。
幕内19場所　55勝33敗4分1預
大阪市旭区清水3丁目の八幡大神宮に松乃音の碑がある。